# 计算
計算（英語：Calculation）是一種將「單一或多個的輸入值」轉換為「單一或多個的結果」的一種思考過程。
計算的定義有許多種使用方式，有相當精確的定義，例如使用各種算法進行的「算术」，也有較為抽象的定義，例如在一場競爭中「策略的計算」或是「計算」兩人之間關係的成功機率。
將7乘以8（7x8）就是一種簡單的算術。
利用布莱克-斯科尔斯模型來算出財務評估中的公平價格（fair price）就是一種複雜的算術。
從投票意向計算評估出的選舉結果（民意調查）也包含了某種算術，但是提供的結果是「各種可能性的範圍」而不是單一的正確答案。

## 字源
計算的英文Calculation，字源來自古希臘語：，意為碎石，用來計算數目用的小石頭，它譯為拉丁語：，之後成為英語：。在英文中，還有另一個字Computation，也被譯為計算。這兩個字在中古時代被分開。